# Холин, Игорь Сергеевич
И́горь Серге́евич Хо́лин (11 января 1920, Москва — 15 июня 1999, там же) — советский и российский поэт и прозаик. Участник Лианозовской группы.

## Биография
Игорь Холин родился в пригороде Москвы (в районе нынешней станции метро «Войковская»[уточнить]) в семье белошвейки и офицера царской армии, по одной из версий — некоего Львова, по другой — Холина. Отец умер — одна легенда гласит, что от тифа, другая — будто воевал за «белых», переметнулся к «красным», был пленён бывшим командиром Колчаком и расстрелян им же. Родственники говорят, что его дед по отцу владел балетной школой в Москве, на Тверской, а отец женился на деревенской девушке вопреки воле родных.
Ни одна из историй не имеет подтверждения, так как Холин имел склонность мистифицировать собственную жизнь. Критик Евгений Лобков писал: «Биография Игоря Холина мифологична, где и как прошли детство, отрочество и юность — неизвестно».
В гражданскую войну, потеряв мужа, мать Холина отдала обоих детей в детский дом, опасаясь, что не в состоянии будет их прокормить. Из одного детского дома Холина перевели в другой, под Рязань, в бывший мужской монастырь, где в спальнях детей устрашали потолочные фрески со страданиями мучеников, например, отрубленная голова Ионна Крестителя. Холин оттуда бежал и стал беспризорником. Он попал в Новороссийск, где поступил в военное училище и стал воспитанником музыкальной команды Красной Армии.
С 1940 по 1946 год Холин служил в армии, воевал, закончил войну в Праге в звании капитана Красной Армии. Он был дважды ранен; одна из пуль прошла через уголок губ и вышла под лопаткой, так что он едва выжил. Был награждён орденом Красной Звезды (1944); позже, к 40-летию Победы, награждён орденом Отечественной войны I степени.
За пощёчину пьяному хулиганствовавшему сослуживцу был отдан под трибунал и попал в зону в Лианозово. Охраной там заведовал знакомый Холина по армии, который разрешил ему временно покидать пределы зоны. В заключении Холин начал писать стихи, о которых впоследствии отзывался очень плохо. В лианозовской библиотеке одолжил книгу Блока, удивив этим выдавшую ему книгу сотрудницу библиотеки, которая оказалась женой Евгения Леонидовича Кропивницкого. Она познакомила его с мужем. У Кропивницкого тогда собирался кружок поэтов, писателей и художников, которые считали его своим учителем — юный Генрих Сапгир, зять Евгения Леонидовича Оскар Рабин…
Под влиянием Кропивницкого в середине 1950-х начался творческий путь Холина. В те годы он написал первый цикл «барачных» стихов, что повлияло на творчество Лианозовской группы. Друг Холина Генрих Сапгир приобщил его к написанию детских стихов. Но поэзия на заказ у Холина шла тяжело, несмотря на то, что его стихи попали в букварь. В это время он работал официантом в ресторане при гостинице «Метрополь» и был женат на Марии Константиновне Холиной, тоже официантке. В этом браке у него родилась дочь Людмила.
Холин предпочитал использовать в качестве поэтических средств скорее бытовую речь, чем лирику и образность. К концу 1950-х годов Холин стал одним из лидеров неофициальной русской поэзии и русского авангарда. В 1960-х он печатался только в западных изданиях, в СССР публиковались только его стихи для детей.
Он входил в поэтическую группу «Конкрет», членами которой были Генрих Сапгир, Эдуард Лимонов, Вагрич Бахчанян.
В начале 1970-х Холин пишет несколько поэм и всерьёз обращается к прозе. С 1988 года он публиковался на родине. 1980-1990-ми годами датированы лишь отдельные опубликованные стихотворения; в этот период Холин основное внимание уделял написанию коротких рассказов.
Образ Холина-поэта неразрывно связан с образом Генриха Сапгира, дружба с которым завязалась у Холина по переписке. Сапгир был учеником Кропивницкого ещё по кружку в Доме Пионеров, писал ему из армии, узнавал о новых именах в поэтическом кружке — так и познакомился с Холиным. Эта дружба длилась больше сорока лет.
В начале 1970-х приятель Холина, художник Михаил Гробман, приобщил его к торговле антиквариатом, которая обогатила его знания о русском искусстве, прошлом и современном. Это занятие давало Холину небольшой доход практически до конца его жизни.
С 1972 до 1974 он встречался с Ириной Островской, подругой Елены Щаповой, легендарной жены Лимонова, которой посвящена книга «Это я, Эдичка». Дочь Холина и Островской Арина — автор популярных романов, журналистка.
Холин умер от скоротечного рака печени. Он похоронен на Химкинском кладбище.

## Фильмография

### Сценарий
- 1971 — «Как мы весну делали»
- 1976 — «Голубой слонёнок»
- 1980 — серия «Серега, выходи!» киножурнал «Ералаш» N25

### Текст песен
- 1963 — «Следопыт»